# Ernle Haisley
Ernle Haisley (właśc. Ernest Leighton Oliver Haisley, ur. 20 czerwca 1937 w regionie Saint Catherine) – jamajski lekkoatleta, specjalista skoku wzwyż, mistrz igrzysk Imperium Brytyjskiego i Wspólnoty Brytyjskiej, olimpijczyk.
Zajął 15. miejsce w skoku wzwyż na igrzyskach olimpijskich w 1956 w Melbourne. Zwyciężył w tej konkurencji na igrzyskach Imperium Brytyjskiego i Wspólnoty Brytyjskiej w 1958 w Cardiff, wyprzedzając Charlesa Portera z Australii i Roberta Kotei z Ghany.
Zdobył brązowy medal w skoku wzwyż na igrzyskach panamerykańskich w 1959 w Chicago, przegrywając jedynie z Amerykanami Charlesem Dumasem i Bobem Gardnerem. Taki sam medal wywalczył na igrzyskach Ameryki Środkowej i Karaibów w 1962 w Kingston.
Czterokrotnie poprawiał rekord Jamajki do wyniku 2,057 m, osiągniętego 19 lipca 1958 w Cardiff. Był to również najlepszy wynik w jego karierze.